# Inale
Inale es una película de drama musical nigeriana de 2010 producida por Keke Bongos y dirigida por Jeta Amata. Está protagonizada por Caroline Chikezie y Hakeem Kae-Kazim. Ambientada en Oturkpo, cuenta la historia de Inale y Ode, quienes están enamorados, pero su amor es amenazado por la tradición.
Se estrenó en Lagos el 22 de octubre de 2010 y tuvo una recepción mixta. Recibió cinco nominaciones en los séptimos Premios de la Academia del Cine Africano y finalmente ganó la categoría de Realización de banda sonora. Se ha dicho que es muy similar a un cuento popular sobre Idomaland.

## Sinopsis
La película comienza con un hombre que le cuenta a su pequeña hija una historia sobre Idomaland. Odeh (Hakeem Kae-Kazim) y la princesa Inale (Caroline Chikezie) están enamorados. Sin embargo, de acuerdo con las costumbres de su tierra, Odeh tiene que luchar con los otros pretendientes de Inale para poder obtener su mano en matrimonio. Odeh se enfrenta contra varios hombres y gana en todas las luchas; Oche, el rey de Oturkpo y padre de Inale, declara que Odeh es el ganador. Justo antes de que termine la ceremonia de lucha, aparece un extraño enmascarado y desafía a Odeh a una pelea; el extraño gana y se revela la identidad del Príncipe Agaba (Keppy Ekpenyong), un Príncipe de la cercana aldea de Apah. El rey declara a regañadientes al nuevo ganador y le dice al príncipe Agaba que su esposa sería escoltada a su aldea al día siguiente.
Esa noche, Inale está sumida en el dolor, pero el rey se niega a ceder a pesar de la súplica de la reina, Ochanya (Eunice Philips) y otras personas del palacio. Al día siguiente, Inale le dice a Odeh que volverá con él, ya que la escolta su hermana, la princesa Omei (Lola Shokeye) y su criada, Omada (Ini Edo) a Apah. Durante una pausa en su viaje, en ausencia de Omei, Omada empuja a Inale al río para ahogarla y le miente a Omei diciendo que Inale se ha suicidado. Finalmente concluyen que Omada fingirá ser Inale para el Príncipe Agaba y la gente de Apah, que no sabe cómo es la princesa, para evitar una guerra entre las dos comunidades. Ambas llegan a Apah, con Omada disfrazada de Inale y Omei como sirvienta; tan pronto como Omada es coronada reina, comienza a maltratar a Omei. Como resultado, la princesa trata de convencer a la gente sobre el estado de las cosas, pero nadie le cree.
Uno de los guardias de Apah reconoce a Omei como una princesa y la libera de la mazmorra en la que Omada la ha puesto. Omei regresa al río donde su hermana se ahogó, e Inale, que ahora es una sirena, se le aparece y le cuenta todo lo que Omada le hizo, revelando que no puede dejar el río. En otro momento, Odeh en su dolor vaga hacia el mismo río donde ve a Inale. Ella le dice que para que puedan estar juntos, él tiene que desafiar al Príncipe Agaba para un reencuentro y derrotarlo; solo entonces podrá ser liberada, y si esto no se hace antes de la próxima puesta de sol se irá para siempre. Odeh se enfrenta a duelo con Agaba una vez más y es derrotado dos veces, antes de poder derrotarlo. Agaba entrega a la reina Omada a Odeh, y él anuncia a todos la verdadera identidad de Omada. Odeh y Agaba se apresuran al río y rescatan a Inale, mientras que Omada corre hacia el bosque y nunca más se sabe de ella. Inale y Odeh se casan, mientras que el príncipe Agaba también toma como esposa a Omei, y las dos aldeas se unen para convertirse en una gran nación.

## Elenco
- Caroline Chikezie como Inale
- Hakeem Kae-Kazim como Oda
- Dede Mabiaku como Rey Oche
- Ini Edo como Omada
- Keppy Ekpenyong como el príncipe Agaba
- Lola Shokeye como Princesa Omei
- Eunice Philips como Reina Ochanya
- Mbong Amata como Keke
- Nse Ikpe Etim como Ori
- Omawumi Megbele como Ene

## Producción
La película se rodó en locaciones de Benue y Los Ángeles, California.

## Música y banda sonora
La música de fondo de Inale fue compuesta por Joel Goffin. La película presenta canciones originales de Bongos Ikwue, quien las compuso. Algunas temas también fueron escritos por Jeta Amata. Todas las canciones se grabaron en BIK Studios, Nigeria.

### Lista de canciones
| N.º | Título                    | Cantante (s)                                                  | Duración |  |
| 1.  | «Kankuche»                | Bongos Ikwue                                                  | 3:16     |  |
| 2.  | «Echeune»                 | Bongos Ikwue                                                  | 5:52     |  |
| 3.  | «Wulu Wulu»               | Bongos Ikwue, Omei Bongos-Ikwue                               | 3:00     |  |
| 4.  | «Dreaming»                | Omawumi Megbele, Nse Ikpe Etim, Mbong Amata                   | 2:13     |  |
| 5.  | «Ella»                    | Bongos Ikwue                                                  | 2:11     |  |
| 6.  | «Tomorrow»                | Caroline Chikezie, Lola Shokeye, Eunice Philips, Dede Mabiaku | 5:08     |  |
| 7.  | «Cock Crow at Dawn»       | Bongos Ikwue                                                  | 3:06     |  |
| 8.  | «Inale»                   | Bongos Ikwue                                                  | 1:18     |  |
| 9.  | «Thinking»                | Bongos Ikwue                                                  | 1:58     |  |
| 10. | «Inale»                   | Jessica Bongos-Ikwue                                          | 1:01     |  |
| 11. | «Can't Hurry the Sunrise» | Caroline Chikezie                                             | 2:29     |  |
| 12. | «Inale»                   | Omei Bongos-Ikwue                                             | 2:50     |  |
| 13. | «Can't Hurry the Sunrise» | Bongos Ikwue                                                  | 5:12     |  |
| 14. | «Still searching»         | Bongos Ikwue                                                  | 5:21     |  |

## Lanzamiento
El tráiler fue lanzado el 23 de junio de 2010. Se estrenó en Lagos el 22 de octubre de 2010 y tuvo un estreno en Abuya el 28 de octubre de 2010. Se estrenó en noviembre en cines seleccionados de Nigeria. También tuvo una repetición durante el período de celebración de Navidad y Año Nuevo de 2011 a 2012. La película se estrenó mucho más tarde en los cines sudafricanos el 26 de julio de 2012.

## Recepción

### Recepción de la crítica
Inale recibió críticas mixtas; si bien fue elogiada por su hermosa producción, fue criticada por su narración. Víctor Olatoye de Nollywood Critics le dio 4 estrellas y declaró: "Si anhelas una película tradicional de Nollywood bien producida, te sugiero que veas a Inale. Esta es una película de Nollywood que cualquiera podría disfrutar. Las imágenes eran hermosas, los actores actuaron sin esfuerzo". Elogió su cinematografía, edición y sonido, pero se burló de la música, que creyó que no es lo suficientemente tradicional. Elnathan John, por otro lado, elogió la música, pero criticó el guion y la coreografía de las escenas de baile y lucha. Concluyó declarando: "Es un intento tremendamente ambicioso de producir un musical. El esfuerzo es encomiable; sin embargo, su ambición parecía ser su ruina. Parecía que se dedicaban más tiempo y recursos a la producción en detrimento de la base misma de la película: el guion. Escritura perezosa, buena producción, falta de atención a los detalles importantes; Ciertos detalles sin importancia parecían llamar la atención, casi como si el director quisiera más [sic]   impresionar a la audiencia nigeriana que hacer una buena película". Osugo Joshua-Karis le dio un 7 sobre 10, afirmando: " Inale está tocando una historia de amor, luchando contra la tradición. Con todo, es una gran película para relajarse".

### Reconocimientos
Recibió cinco nominaciones en los  Africa Movie Academy Awards; incluyendo las categorías a la Mejor Película Nigeriana, Realización de Banda Sonora, Realización de Efectos Visuales, Realización de Maquillaje y Realización de Diseño de Vestuario. Finalmente ganó el premio a los logros en la banda sonora. También recibió cinco nominaciones en los premios Best of Nollywood 2011 y ganó en la categoría "Mejor banda sonora del año". La película obtuvo cuatro nominaciones en los Premios de Entretenimiento de Nigeria 2011 y también ganó la categoría de "Película más entretenida" en los Premios del Festival de Cine Benéfico de Mónaco 2011.
| Premio                                | Categoría                          | Destinatarios y nominados                     | Resultado |
| ------------------------------------- | ---------------------------------- | --------------------------------------------- | --------- |
| Academia de Cine de África            | Mejor película nigeriana           | Jeta Amata                                    | Nominado  |
| Academia de Cine de África            | Realización de la banda sonora     | Joel Goffin, Bongos Ikwue                     | Ganador   |
| Academia de Cine de África            | Realización de efectos visuales    | Thomas R. Dickens, Clint Nitkiewicz Hernández | Nominado  |
| Academia de Cine de África            | Realización de maquillaje          | Temisan Etsede                                | Nominado  |
| Academia de Cine de África            | Realización de diseño de vestuario | Jane Unogwu                                   | Nominado  |
| Best of Nollywood Awards              | Cinematografía del año             | James M. Costello                             | Nominado  |
| Best of Nollywood Awards              | Mejor uso del vestuario            | Jane Unogwu                                   | Nominado  |
| Best of Nollywood Awards              | Director del año                   | Jeta Amata                                    | Nominado  |
| Best of Nollywood Awards              | Banda sonora del año               | Joel Goffin, Bongos Ikwue                     | Ganador   |
| Best of Nollywood Awards              | Mejor sonido en una película       | Martin Kittappa y Justin Scott Dixon          | Nominado  |
| Premios de entretenimiento de Nigeria | Mejor actor en una película        | Hakeem Kae-Kazim                              | Nominado  |
| Premios de entretenimiento de Nigeria | Mejor actriz en una película       | Caroline Chikezie                             | Nominado  |
| Premios de entretenimiento de Nigeria | Mejor imagen                       | Jeta Amata                                    | Nominado  |
| Premios de entretenimiento de Nigeria | Mejor dirección en una película    | Jeta Amata                                    | Nominado  |
| Festival de cine benéfico de Mónaco   | Película más entretenida           | Jeta Amata                                    | Ganador   |